# 阿伯茨鎮區 (北卡羅萊納州布拉登縣)
阿伯茨鎮區（英語：Abbotts Township）是位於美國北卡羅萊納州布拉登縣的一個鎮區。

## 地方資料
阿伯茨鎮區的面積為72.50平方千米，皆為陸地。根據2020年美國人口普查的數據，當地共有人口947人，而人口密度為每平方千米13.06人。